# Blátindur
Blátindur är en bergstopp i republiken Island. Den ligger i regionen Suðurland, 110 km sydost om huvudstaden Reykjavík. Toppen på Blátindur är 373 meter över havet. Blátindur ligger på ön Hemön.
Närmaste större samhälle är Västmannaöarna, nära Blátindur.